# 394 км (зупинний пункт)
394 км — пасажирська зупинна залізнична платформа Лиманської дирекції Донецької залізниці.
Розташована на східній околиці м. Покровськ поблизу с. Ріг, Покровський район, Донецької області на лінії Ясинувата-Пасажирська — Покровськ між станціями Покровськ (3 км) та Гродівка (9 км).
На платформі зупиняються приміські електропоїзди.